# Metallo nobile

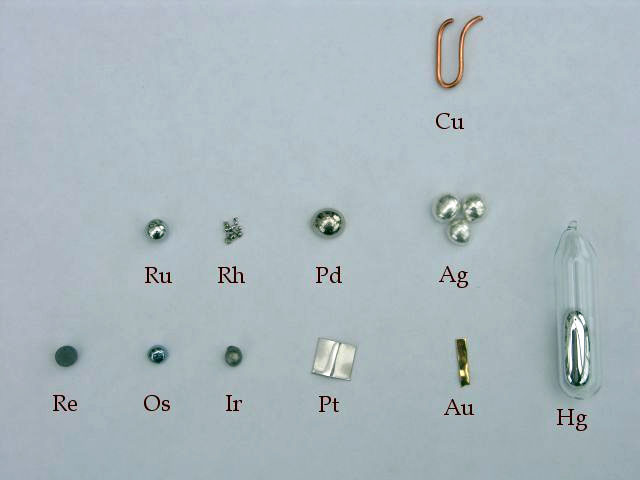
Campioni di alcuni metalli nobili. In figura sono disposti secondo la loro posizione nella tavola periodica.

In chimica, i metalli nobili sono metalli resistenti alla corrosione e ossidazione in aria umida (diversamente dalla maggior parte dei metalli vili). I metalli nobili sono pochi (secondo l'opinione comune della maggior parte dei chimici): rutenio, rodio, palladio, argento, osmio, iridio, platino e oro.
Alcuni includono nella lista dei metalli nobili anche mercurio, renio e rame. D'altra parte, metalli come titanio, niobio e tantalio non sono considerati metalli nobili nonostante siano molto resistenti alla corrosione.
I metalli nobili sono tendenzialmente costosi a causa della loro rarità nella crosta terrestre e alla loro utilità in metallurgia, alta tecnologia e per la produzione di oggetti ornamentali (gioielleria, arte, oggetti sacri, etc.). Ciò nonostante i termini "metallo nobile" e "metallo prezioso" non sono sinonimi.
Il termine metallo nobile risale almeno al tardo Quattordicesimo secolo e ha significati leggermente differenti nei vari campi di studio e applicazione in cui viene utilizzato. Mantiene una definizione ben precisa solo in fisica. Questa è la ragione per cui esistono liste differenti di "metalli nobili".

Come è possibile vedere in questo grafico, sette degli otto metalli nobili si trovano nella zona gialla che include gli elementi più rari della crosta terrestre. L'argento si trova al di fuori di questa zona ma molto vicino ad essa.

In alcuni casi la parola "nobile" è utilizzata come aggettivo che accompagna il sostantivo "metallo". In tal caso il suo significato è diverso da quello sopra esposto ed è usato in riferimento alle serie galvaniche. Una serie galvanica è una gerarchia di metalli (o altri materiali conduttori di corrente, inclusi i compositi e i semimetalli) che spande dai nobili agli attivi, e permette di predire come il materiale interagirà con l'ambiente usato per generare la serie. In tal senso, la grafite è più nobile dell'argento e la relativa nobiltà di molti materiali dipende fortemente dalle condizioni operative, come per l'alluminio e l'acciaio inossidabile in condizioni di pH variabile.

## Proprietà
Il palladio è facilmente solubilizzato da acido nitrico, acido solforico, acqua regia e, se riscaldato, acido selenico.
Platino, oro e mercurio possono essere solubilizzati in acqua regia.
Piccole quantità di iridio ridotte in polvere molto sottile possono essere solubilizzate tramite acqua regia. Per avere un risultato quantitativo, tuttavia è necessario utilizzare acido cloridrico in presenza di aria, riscaldato e sotto pressione.
L'argento è solubile in acido nitrico concentrato. Degli otto metalli nobili è quello più abbondante nella crosta terrestre.
Il rutenio e l'osmio non reagiscono con acidi minerali (inclusa l'acqua regia) al di sotto dei 100 °C. Il miglior metodo di solubilizzazione per questi due elementi è la fusione alcalina ossidativa. Entrambi i metalli reagiscono con ossigeno al calore rosso formando i rispettivi ossidi. Anche fluoro e cloro reagiscono con i metalli formando esa-alogenuri e tri-alogenuri.
Il rodio ridotto in polvere sottile può essere solubilizzato solo tramite acido solforico concentrato a caldo.
Il niobio e il tantalio sono resistenti a tutti gli acidi, inclusa l'acqua regia.
Per ottenere i metalli nobili dai rispettivi metalli si può utilizzare acido fosfonico.

## Fisica
In fisica, la definizione di metallo nobile è più rigorosa. Un metallo viene detto nobile se le bande d (Vedi Struttura elettronica a bande) della sua struttura elettronica sono piene. Da questo punto di vista solo il rame, l'argento e l'oro sono metalli nobili, in quanto tutte le loro bande d sono piene e non sono attraversate dal livello di Fermi (eccezion fatta per le bande d ibridizzate che attraversano il livello di Fermi in misura minima). Per il platino, questo accade per due bande d, e questo influisce sul suo comportamento chimico cosicché esso può agire da catalizzatore. La differente reattività tra metalli nobili e non nobili si nota facilmente nella preparazione di superfici metalliche pure in vuoto ultra alto: le superfici di metalli nobili (secondo la definizione fisica) come l'oro sono semplici da purificare e rimangono pure per molto tempo, mentre le superfici di metalli come platino e palladio si ricoprono di monossido di carbonio molto rapidamente.

## Elettrochimica
Di seguito sono riportate le proprietà elettrochimiche di alcuni elementi metallici, sia nobili che no (i metalli nobili sono in grassetto):
| Elemento  | Numero atomico | Gruppo | Periodo | Reazione                           | Potenziale |
| --------- | -------------- | ------ | ------- | ---------------------------------- | ---------- |
| Oro       | 79             | 11     | 6       | Au3+ + 3 e- → Au                   | 1,56 V     |
| Platino   | 78             | 10     | 6       | Pt2+ + 2 e- → Pt                   | 1,18 V     |
| Iridio    | 77             | 9      | 6       | Ir3+ + 3 e- → Ir                   | 1,156 V    |
| Palladio  | 46             | 10     | 5       | Pd2+ + 2 e- → Pd                   | 0,987 V    |
| Osmio     | 76             | 8      | 6       | OsO4 + 8 H+ + 8 e- → Os + 4 H2O    | 0,838 V    |
| Argento   | 47             | 11     | 5       | Ag+ + e- → Ag                      | 0,7996 V   |
| Mercurio  | 80             | 12     | 6       | Hg2+ + 2 e- → Hg                   | 0,7973 V   |
| Polonio   | 84             | 16     | 6       | Po2+ + 2 e- → Po                   | 0,65 V     |
| Rodio     | 45             | 9      | 5       | Rh2+ + 2 e- → Rh                   | 0,600 V    |
| Rutenio   | 44             | 8      | 5       | Ru2+ + 2 e- → Ru                   | 0,455 V    |
| Rame      | 29             | 11     | 4       | Cu2+ + 2 e- → Cu                   | 0,337 V    |
| Bismuto   | 83             | 15     | 6       | Bi3+ + 3 e- → Bi                   | 0,308 V    |
| Tecnezio  | 43             | 7      | 5       | TcO2 + 4 H+ + 4 e- → Tc + 2 H2O    | 0,272 V    |
| Renio     | 75             | 7      | 6       | ReO2 + 4 H+ + 4 e- → Re + 2 H2O    | 0,259 V    |
| Antimonio | 51             | 15     | 5       | Sb2O3 + 6 H+ + 6 e- → 2 Sb + 3 H2O | 0,152 V    |

Il gruppo e il periodo indicano la posizione dell'elemento nella tavola periodica, e di conseguenza la sua configurazione elettronica. Le reazioni elencate nella colonna successiva possono essere lette in dettaglio dai diagrammi di Pourbaix in acqua dell'elemento in considerazione. Infine, la colonna potenziale indica il potenziale di riduzione della specie ossidata rispetto all'elettrodo standard a idrogeno (SHE) come riferimento. Gli elementi mancanti in questa tabella sono non metalli o hanno potenziali di riduzione standard negativi.
L'arsenico, l'antimonio e il tellurio sono considerati metalloidi per cui non possono essere metalli nobili. In chimica e metallurgia neanche rame e bismuto sono ritenuti metalli nobili in quanto si ossidano facilmente a causa della reazione
O2 + 2 H2O + 4 e- ⇄ 4 OH-    (E0 = 0,40 V)
possibile in aria umida. Sull'argento si forma una patina a causa della sua elevata sensibilità al solfuro di idrogeno. Si ritiene che gli specchi rivestiti in renio abbiano una durata elevata mentre si ritiene che il renio e il tecnezio arrugginiscano lentamente in atmosfera umida.

## Applicazioni
Lo studio di nanoparticelle di metalli nobili è un campo in rapida espansione. Tali nanoparticelle, infatti, hanno una struttura intermedia tra quella delle molecole e della materia granulare e costituiscono il collegamento tra la chimica molecolare e la scienza delle superfici. Di grande interesse sono le proprietà ottiche di tali particelle e, in particolare, il loro forte assorbimento nello spettro visibile chiamata banda di plasmone evidente nelle soluzioni colloidali di oro, rame e argento.